# Ivan Turina
Ivan Turina (Zagreb, 3 oktober 1980 – Solna, 2 mei 2013) was een Kroatisch voetballer.
Turina was een doelman die zijn professionele carrière in 1998 begon bij GNK Dinamo Zagreb. Tot 2003 werd hij uitgeleend, tot hij in dat seizoen eerste doelman van het team werd. In 2007 verhuisde hij naar Skoda Xanthi, waar hij slechts acht wedstrijden zou spelen. In 2008 verruilde hij Xanthi voor Lech Poznan. In 2010 ging hij terug naar GNK Dinamo Zagreb, waar hij tweede doelman was na Tomislav Butina. Vanaf het seizoen 2010-2011 was hij eerste doelman van het Zweedse AIK Fotboll.

## Overlijden

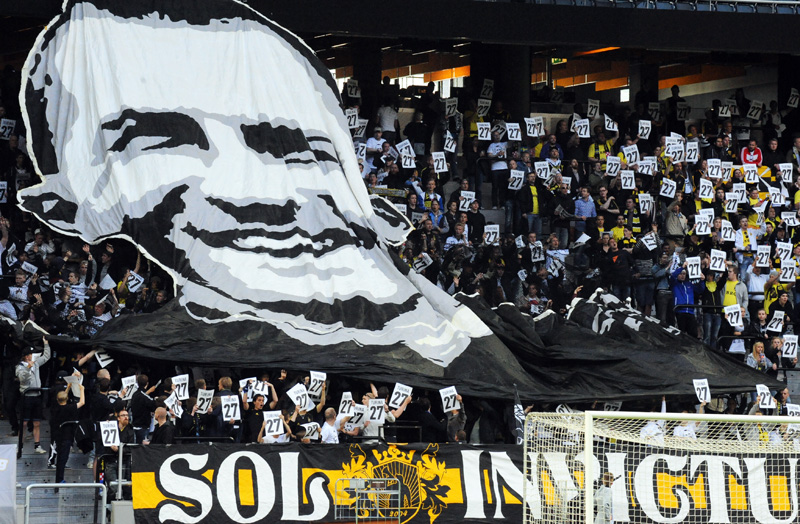
Het publiek met Turina's rugnummer 27 op 13 mei 2013 tijdens de vriendschappelijke wedstrijd speciaal georganiseerd voor Turina.

Op 2 mei 2013 werd Turina rond half acht 's ochtends dood aangetroffen in zijn appartement in het Zweedse Solna door de politie, na een melding van zijn buren. De doodsoorzaak is waarschijnlijk hartfalen, dat optrad toen Turina sliep. "Ik kan bevestigen dat Ivan Turina dood is, maar er zijn geen verdachte omstandigheden aangetroffen", zei een woordvoerder van de politie in de krant Aftonbladet. "We zijn in shock. Ivan is plotseling overleden in zijn slaap", zei John Segui, de voorzitter van Turina's laatste club. Het was bekend dat Turina kampte met een hartprobleem, maar dat was naar verluidt onder controle. Hij was volgens Segui volledig gezond. "Ivan kreeg een hartstilstand tijdens zijn slaap. De dokters konden hem niet meer helpen toen die arriveerden. Het is gewoon verschrikkelijk", zei directeur Björn Wesström van de voetbalclub. Zijn oude club Dinamo Zagreb nam afscheid van Turina met een gedicht van de Russische dichter Sergej Jesenin, dat gepubliceerd werd op de webstek van de Modri. Ook de Kroatische voetbalbond bracht haar condoleances over aan de familie van Turina, die twee dochtertjes en zijn zwangere vrouw Senka achterliet. Op het nieuws reageerden onder andere voetballers zoals Davor Vugrinec, Dejan Lovren, Samuel Eto'o, John Guidetti, Mario Mandžukić, Henok Goitom en Sammir. Op zijn Facebook profiel plaatste oud-ploeggenoot Sammir een foto van Turina met de woorden: "Rust in vrede, vriend. Ik zal voor je bidden." Naast voetballers reageerden ook onder andere Sepp Blatter en prins Daniel van Zweden, echtgenoot van kroonprinses Victoria van Zweden op het overlijden van Turina. Supporters van AIK kwamen op donderdag 2 mei bijeen bij het stadion om vlaggen en bloemen neer te leggen als eerbetoon aan Turina. Ook hingen de Kroatische en Zweedse vlag halfstok. GNK Dinamo Zagreb en AIK organiseerden op 13 mei vriendschappelijke wedstrijd om Turina te eren in de Friends Arena. De wedstrijd was 2 x 27 minuten lang, omdat Turina's rugnummer 27 was. GNK Dinamo Zagreb won de uitverkochte wedstrijd met 1-0 in de aanwezigheid van iets minder dan 10.000 toeschouwers. De opbrengst van de wedstrijd, 1,5 miljoen SEK, ging naar de familie van Turina.